# 16563 Ob
16563 Ob là một tiểu hành tinh vành đai chính với chu kỳ quỹ đạo là 2023.4526026 ngày (5.54 năm).
Nó được phát hiện ngày 30 tháng 1 năm 1992.